# Пиротчино
Пиротчино (укр. Пиротчине) — село,
Гречкинский сельский совет,
Кролевецкий район,
Сумская область,
Украина.
Код КОАТУУ — 5922682206. Население по переписи 2001 года составляло 35 человек .

## Географическое положение
Село Пиротчино находится на правом берегу реки Эсмань,
выше по течению на расстоянии в 6 км расположено село Курдюмовка (Шосткинский район),
ниже по течению на расстоянии в 2,5 км расположено село Холодовщина (Шосткинский район).
К селу примыкает лесной массив.
Рядом проходят автомобильная дорога Т-1907 и
железная дорога, станция Пиротчино в 1,5 км.